# Melanchra unicolor
Melanchra unicolor là một loài bướm đêm trong họ Noctuidae.